# Kirchstraße 17 (Freiburg im Breisgau)

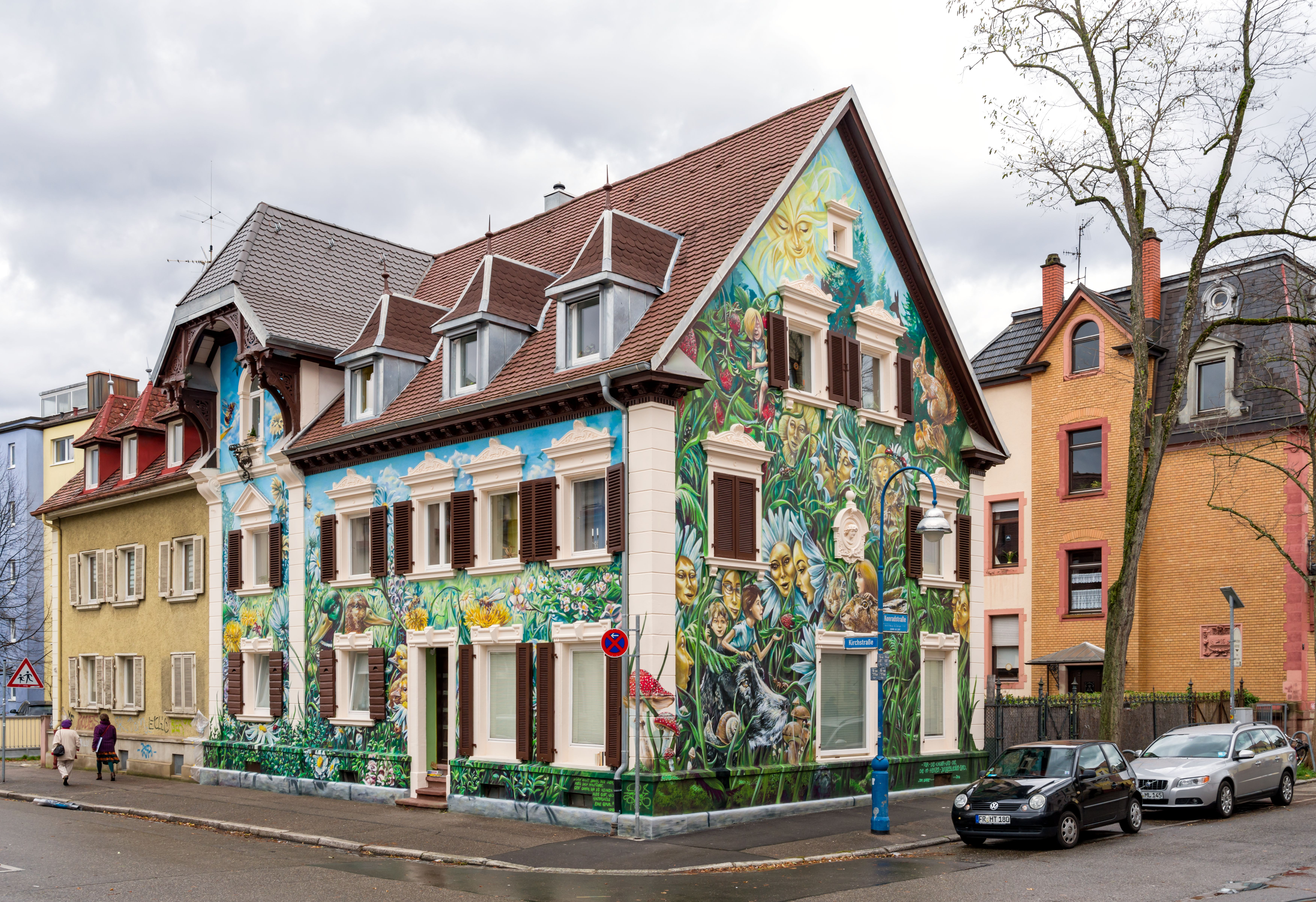
Wohnhaus Ecke Kirchstraße-Konradstraße mit Graffiti von Tom Brane, 2016

Das Wohnhaus Kirchstraße 17 in Freiburg im Breisgau ist ein ehemaliges Kulturdenkmal, das um 1870 im Stil des Historismus errichtet worden war. Als Graffiti-Haus wurde das von 1982 bis zum Oktober 2016 denkmalgeschützte Gründerzeit-Haus im Stadtteil Wiehre bekannt.

## Geschichte

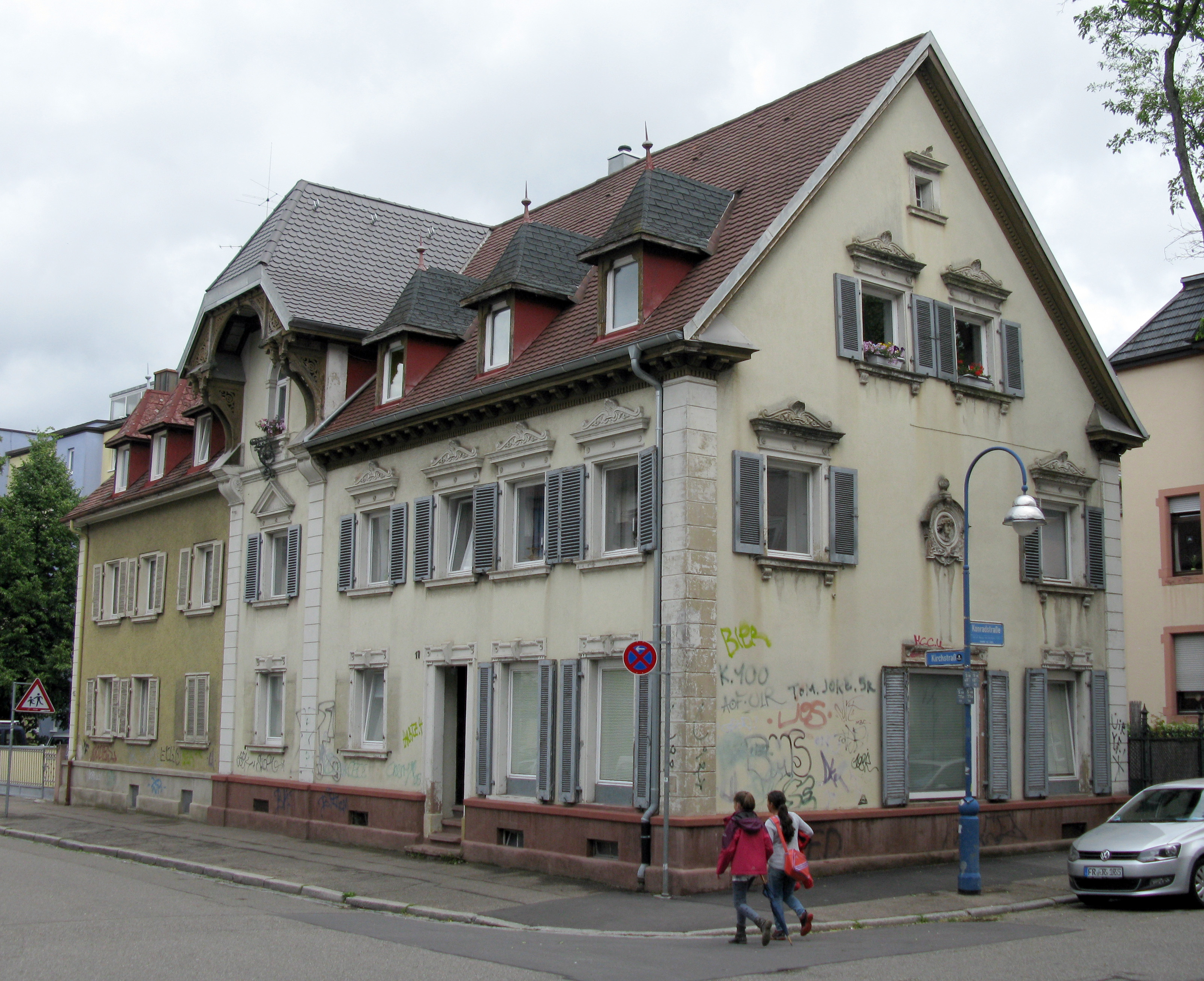
Früherer Zustand

Das Gebäude wurde um 1870 im Zuge des ab 1868 in der Wiehre einsetzenden Baubooms im Stil des Historismus errichtet. Nach Darstellung des Landesamtes für Denkmalpflege ist das Innere des Hauses 1968 und 1979 erheblich umgebaut worden, wobei die historische Bausubstanz im Gebäude zu weiten Teilen verloren ging. Wegen seiner Fassade war das Gebäude 1982 unter Denkmalschutz gestellt worden. Dennoch verfiel das Gebäude bis 2016. Der Denkmalschutz wurde 2016 aufgehoben.

### Sanierung 2016 als Graffiti-Haus

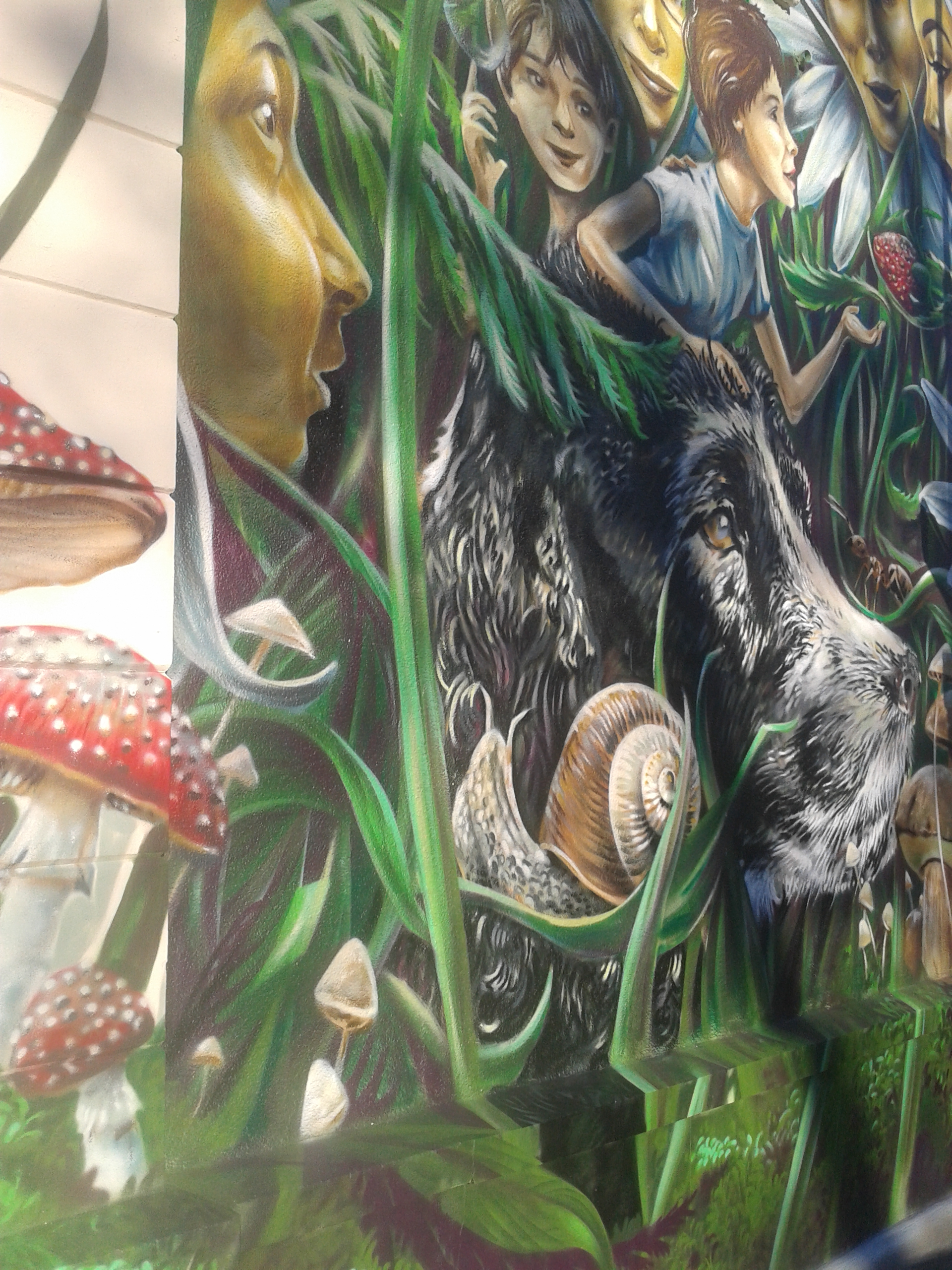
Wohnhaus Ecke Kirchstraße-Konradstraße mit Graffiti von Tom Brane, 2016, Detailaufnahme

Der Graffitikünstler Tom Brane wurde 2016 von der Hausbesitzerin beauftragt, die Fassade des denkmalgeschützten Gebäudes durch ein Graffito neu zu gestalten. Tom Brane entwarf für die beiden Straßenseiten ein perspektivisches Werk mit verschiedenen Naturelementen und Fabelwesen. Das Projekt wurde als „Kinderbuch-Bilder auf einem ganzen Haus“ bezeichnet. Der Fassadenstuck sollte in einheitlicher Farbe neu gestrichen und erhalten werden. Die Arbeiten wurden im Sommer desselben Jahres begonnen, mussten nach zweiwöchiger Arbeit allerdings wieder eingestellt werden. Ein Nachbar hatte anonym Einspruch eingelegt und das zuständige Baurechtsamt infolgedessen die Fortführung der Graffiti-Arbeiten untersagt: Es handele sich in diesem Fall um ein denkmalgeschütztes Gebäude, dessen historischer Gesamteindruck unter dem Graffiti-Kunstwerk verloren gehen würde. Das zur Hälfte fertiggestellte Graffito sollte demnach wieder in einer einheitlichen, denkmalgerechten Farbe übermalt werden. Brisant und für viele Freiburger nicht nachvollziehbar war diese Forderung vor dem Hintergrund, dass das Haus zuvor in einem schlechten äußeren Zustand war. Unter anderem waren zahlreiche Schmierereien an dem Gebäude negativ aufgefallen und es bestand die Befürchtung, dass diese Form des Vandalismus wieder einsetzen würde, sobald das Haus wieder in einheitlicher Farbe gestrichen worden wäre.

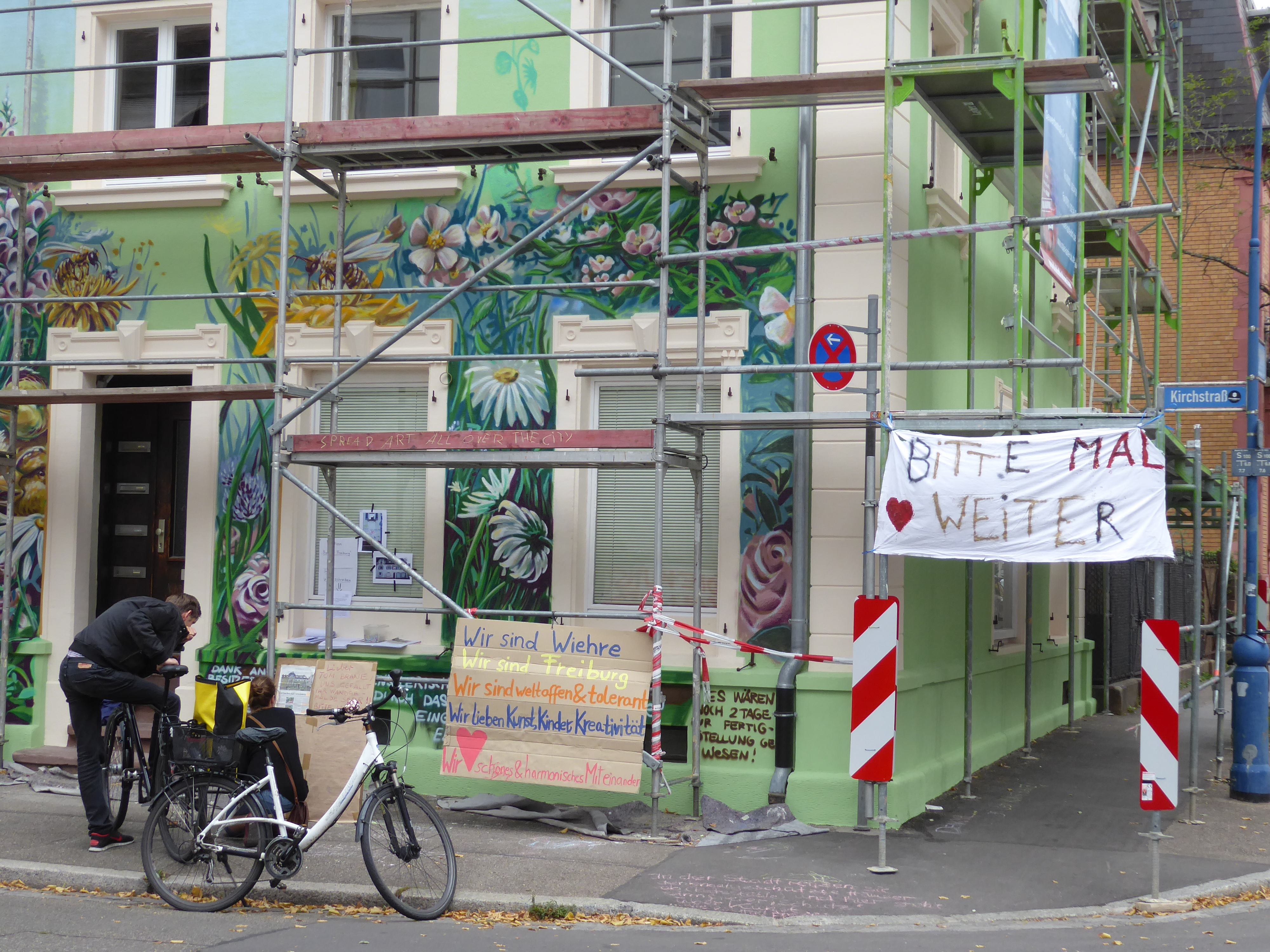
Während der Proteste war die Nachbarschaft mit Plakaten für die Weiterführung des Kunstwerkes behangen.

Die Wertschätzung für das bereits entstandene, unvollendete Kunstwerk und den Künstler selbst war so groß und die vorläufige Entscheidung der Behörde für die Befürworter des Projektes so wenig nachvollziehbar, dass sich eine spontane Bürgerinitiative bildete und das Haus viele Schaulustige anzog. Der SWR berichtete in einer Fernsehsendung, zahlreiche Medien nahmen sich der Sache an. Seitens der Administrative gab es infolge auch eine öffentliche Stellungnahme durch das Regierungspräsidium. Die Zuständigen teilten die Einsicht des Baurechtsamtes und empfahlen ebenfalls eine Beseitigung des Kunstwerkes, was abermals für Empörung sorgte. Die Diskussion wurde bis in die Oberste Behörde in Stuttgart getragen. Gegen die Hausbesitzerin wurde derweil ein Verfahren wegen Nichtbeachtung des Denkmalschutzes eingeleitet. Die Angeklagte berief sich auf eine mündliche Zusage des Amtes, dessen Erteilung von Seiten der Amtsvertreter allerdings verneint wurde. Innerhalb weniger Tage wurden von der Bürgerinitiative einige Tausend Unterschriften für die Fortführung der Arbeiten von Tom Brane gesammelt. Auch der mediale Druck auf die Behörden nahm zu.
Am 10. Oktober 2016 hob das Baurechtsamt den Denkmalschutz für das Gebäude auf. Die Amtsvertreter argumentierten nach erfolgter Begehung, dass der Innenraum des Graffiti-Hauses bei den Umbaumaßnahmen der 1960er und -70er Jahre zu sehr verändert worden wäre. Die Entscheidung für Denkmalschutz im Jahr 1982 wurde alleine aufgrund des Fassaden-Eindrucks hin erteilt, eine Besichtigung des Gebäudeinneren sei damals aus Kapazitätsgründen nicht erfolgt.
Nach dieser behördlichen Entscheidung konnte das Kunstwerk fertiggestellt werden. Bei den Befürwortern des Graffito wurde damals die Entscheidung wohlwollend, aber mit Verwunderung aufgenommen. Dem Amt wurde vorgeworfen, dass es zu wenig bürgernah agiert hätte, in anderen Fällen im selben Jahr nicht gegen den Abriss von denkmalgeschützten Häusern in Freiburg gestimmt hätte, was als Klientelpolitik verstanden wurde und nun, von den starken Protesten überrascht, auf diesem Weg eingelenkt hätte. Die Behörde rechtfertigte daraufhin ihre Vorgehensweise und sah sich unberechtigter Kritik ausgesetzt. Im November 2016 konnte Tom Brane die Arbeiten auf zwei Seiten des Graffiti-Hauses abschließen.

## Belege
1. ↑  Haus in der Kirchstraße 17: Kein Denkmal (Memento vom 5. Dezember 2016 im Internet Archive)
2. 1 2 3  Kirchstraße Freiburg: Haus 17
3. 1 2 3  Entscheidung - Kein Denkmal: Graffiti-Haus in der Wiehre kann bleiben, Johannes Tran, Badische Zeitung, 12. Oktober 2016
4. ↑  Tom Brane „childbook illustrations on a whole house“ / 2016 acrylic spraypaint on wall
5. ↑  Warum ein Graffiti-Künstler ein Haus in der Wiehre nicht fertig besprühen darf, Johannes Tran, Badische Zeitung, 28. September 2016
6. ↑  Anwohner wollen illegales Graffitihaus in der Wiehre retten, Johannes Tran, Badische Zeitung, 28. September 2016
7. ↑  „Bitte mal' weiter“ – wünschten sich Anwohner, Landesschau Baden-Württemberg, SWR 30. September 2016
8. ↑  Freiburg treibt es bunt, Uli Hohmann, Südkurier, 12. Oktober 2016, abgerufen am 10. Dezember 2016.

Koordinaten: 47° 59′ 10,1″ N, 7° 50′ 46,8″ O